# 利沃 (特伦托自治省)
利沃（義大利語：Livo），是意大利特伦托自治省的一个市镇。总面积15平方公里，人口895人，人口密度59.7人/平方公里（2009年）。ISTAT代码为022106。